# Candelariella reflexa
Espèce
Candelariella reflexa (du latin candela, « chandelle », couleur jaune du thalle identique à celle des chandelles faites autrefois en cire et de iella, diminutif ; du latin reflexus, « recourbé ») est une espèce de Lichens de la famille des Candelariacées.